# جالاكسي كويست
جالاكسي كويست هو فيلم خيال علمي كوميدي من بطولة تيم ألين، سيغورني ويفر، ألان ريكمان، توني شلهوب وسام روكويل. صدر الفيلم في 25 ديسمبر 1999.

## وصلات خارجية
- جالاكسي كويست على موقع IMDb (الإنجليزية)
- جالاكسي كويست على موقع ميتاكريتيك (الإنجليزية)
- جالاكسي كويست على موقع روتن توميتوز (الإنجليزية)
- جالاكسي كويست على موقع نتفليكس (الإنجليزية)
- جالاكسي كويست على موقع قاعدة بيانات الأفلام العربية
- جالاكسي كويست على موقع ألو سيني (الفرنسية)
- جالاكسي كويست على موقع Turner Classic Movies (الإنجليزية)
- جالاكسي كويست على موقع أول موفي (الإنجليزية)
- جالاكسي كويست على موقع بوكس أوفيس موجو (الإنجليزية)
- جالاكسي كويست على موقع فيلمافينيتي (الإسبانية)